# نادي بلوش
نادي بلوش نوشكي لكرة القدم (بالإنجليزية: Baloch FC)‏ ، هي نادي رياضي لكرة القدم في مدينة نوشكي الباكستانية ، تلعب نادي بلوش في دوري باكستان الممتاز لكرة القدم.

## وصلة خارجية
- Profil på soccerway.com